# Stacja pomp Stare Bielany w Toruniu

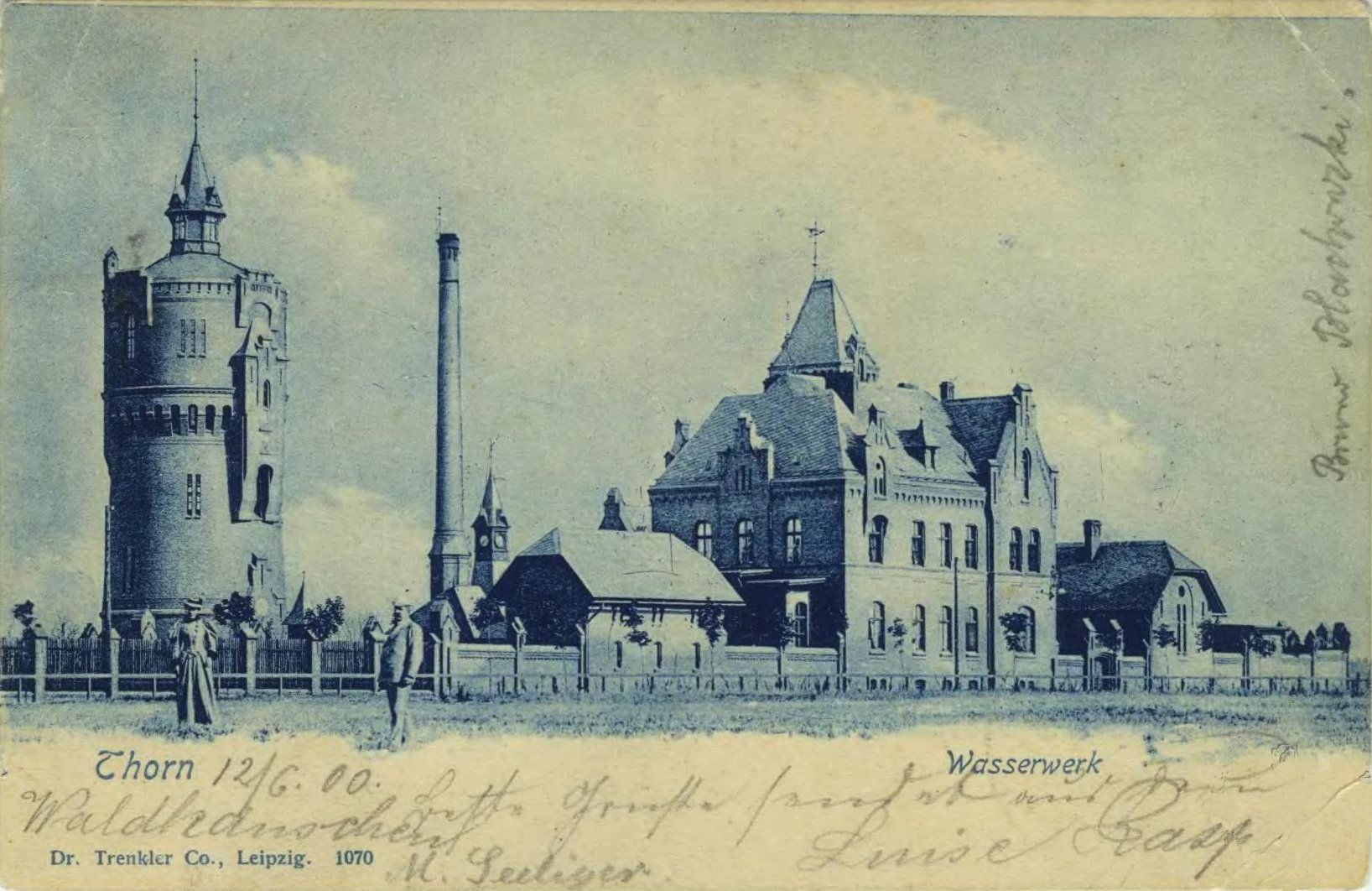
Widokówka z około 1900 roku przedstawiająca stację pomp Stare Bielany

Stacja pomp Stare Bielany (niem. Weißhof) – XIX-wieczna stacja wodociągowa położona na terenie Bielan, północno-zachodniej części Torunia. W 1982 roku kompleks został wpisany do rejestru zabytków nieruchomych.

## Historia

### Lata 1892–1920
Stacja pomp na toruńskich Bielanach powstała w związku z rozwojem miejskiej sieci wodociągowej. Na początku lat 90. XIX wieku powstały Wodociągi Miasta Torunia (Wasserwerk der Stadt Thorn), a także uruchomiono dwa nowe ujęcia wody – na Barbarce i w pobliżu ówczesnego Fortu III (obecnie Fort V). Na teren budowy zakładu wyznaczono część dawnego folwarku bielańskiego. 
Za projekt architektoniczny odpowiadał Radca Budowlany Miasta Torunia Rudolph Schmidt, zaś mechanizmy zaprojektował Heinrich Metzger. Nadzór nad budową sprawował inżynier Rychter. Prace na działce przy obecnej ulicy Świętego Józefa rozpoczęto w 1892 roku. Wszystkie materiały budowlane wytworzone zostały w mieście, z wyjątkiem sprowadzanych z zewnątrz mechanizmów z wyposażenia maszynowni. Po dwóch latach obiekt był gotowy.
Jednym z elementów stacji była studnia zbiorcza (zbierająca lewarowo wodę z dwóch wymienionych ujęć), będąca czerpnią dla pomp. Poza nią na Bielanach wybudowano dwa podziemne zbiorniki (każdy o pojemności 400 m³), których zapełnienie regulowano w parterowym budynku komory zasuw. Narożne wieżyczki tego budynku wyposażone były w odpowiednie wskaźniki poziomu wody. Najbardziej charakterystyczną budowlą była (i pozostaje do tej pory) ponadtrzydziestometrowa wieża ciśnień ze zbiornikiem o pojemności 400 m³. Nad drzwiami wejściowymi do wieży umieszczono wodowskaz poziomu wody w zbiorniku. Przemieszczanie wody zapewniały dwie pompy tłokowe o wydajności 150 m³/h. Pracowały one przez 18 godzin na dobę. Na terenie stacji powstały także: warsztat, budynek gospodarczy oraz dom mieszkalny. W tym ostatnim na parterze znajdowały się biura administracji ujęcia oraz laboratorium jakości wody, zaś na piętrze ulokowano mieszkania służbowe. Cały kompleks wzniesiono z czerwonej cegły.
Spływająca do stacji woda mogła być wpuszczona bezpośrednio do sieci, bądź skierowana do jednego ze zbiorników. W nocy, kiedy pompy nie pracowały, wodę magazynowano w zbiornikach podziemnych, a w razie ich przepełnienia – w specjalnym otwartym stawie.
Po ukończeniu budowy stacji do jej terenu przyłączono park z dawnym cmentarzem rodziny Elsnerów, XIX-wiecznych właścicieli folwarku bielańskiego.

### Lata 1920–1945
W okresie międzywojennym wytyczono odchodzącą od stacji w kierunku wschodnim ulicę, której w 1931 roku nadano nazwę Wodociągowej.

### Po 1945 roku
W 1954 roku odstąpiono od używania pomp tłokowych i maszyny parowej i zastąpiono je pompami wirowymi z napędem elektrycznym. Kompletna maszynownia miała przetrwać do lat 70., zaś jeszcze później zarzucono korzystanie ze zbiorników podziemnych.
Na początku XXI wieku teren stacji uprzątnięto i przeprowadzono prace remontowo-konserwatorskie.